# Hrabstwo Morgan (Utah)

Piramida wieku hrabstwa

Hrabstwo Morgan (ang. Morgan County) – hrabstwo w stanie Utah w USA. Hrabstwo zajmuje powierzchnię lądową 1 577 km². Według szacunków United States Census Bureau w roku 2005 liczyło 7 906 mieszkańców. Siedzibą hrabstwa jest miasto Morgan. Na terenie hrabstwa leży Park stanowy East Canyon. 

## Miasta
- Morgan

## CDP
- Enterprise
- Mountain Green